# Postcodes in Denemarken
Postcodes in Denemarken bestaan uit vier cijfers. De postcodes (Deens: Postnummer) werden in 1967 in Denemarken ingevoerd.
Deense adressen volgen het volgende stramien:
straat huisnummer
postcode plaats
dus bijvoorbeeld
Ndr. Kystvej 3
3700 Rønne
De geografische locatie van de Deense postcodegebieden:
- 1xxx -- Kopenhagen, Frederiksberg
- 2xxx -- Frederiksberg, Kopenhagen (Land)
- 30xx - 36xx -- Noord-Seeland
- 37xx -- Bornholm
- 38xx -- vroeger voor Faeröer (heeft nu eigen postcodes)
- 39xx -- Groenland
- 4xxx -- overig Seeland en omliggende eilanden
- 5xxx -- Funen en omliggende eilanden
- 6xxx -- Zuid-Jutland
- 7xxx -- West-Jutland
- 8xxx -- Oost-Jutland
- 9xxx -- Noord-Jutland